# Sidney (Iowa)
Pour les articles homonymes, voir Sidney.
La ville américaine de Sidney est le siège du comté de Fremont, dans l’État de l’Iowa. Elle comptait 1 300 habitants lors du recensement de 2000. C’est l’un des plus petits sièges de comté de l’État.

## Source
- (en) Cet article est partiellement ou en totalité issu de l’article de Wikipédia en anglais intitulé « Sidney, Iowa » (voir la liste des auteurs).